# Tarek El-Sayed
Pour les articles homonymes, voir El-Sayed.
Tarek El-Sayed est un footballeur égyptien né le 9 octobre 1978 au Caire.
Il a remporté la Coupe d'Afrique des nations 2006 et la Coupe d'Afrique des nations 2008 avec l'équipe d'Égypte.

## Carrière
- 1998-06 : Zamalek SC ( Égypte)
- 2006-07 : Al Ahly SC ( Égypte)
- 2007- : Zamalek SC ( Égypte)